# 国際ピアノ製造技師調律師協会
国際ピアノ製造技師調律師協会（こくさいピアノせいぞうぎしちょうりつしきょうかい、英: International Association of Piano Builders and Technicians）
は、世界各国のピアノ調律師・製造技師の団体が参加する非営利、民間の国際組織。略称はIAPBT

## 概要
1979年7月にアメリカのミネアポリス市でアメリカと日本のピアノ調律師団体の代表が中心となって会議が催され、国際組織として発足した。2年ごとに世界各地で総会を開催しており、討議、シンポジウムなどを通して技術情報の交換を促進し、親睦を深め音楽文化の向上を目的とする活動を続けている。また1993年、同協会により4月4日が「ピアノ調律の日」と制定された。

## 会員
世界各国のピアノ調律師・製造技師の団体が加盟しており、その団体下の会員がIAPBTの会員となる。また、団体がない国においては個人会員としての参加がある。2012年現在の加盟国は個人会員も含めると31ヵ国である。日本では、一般社団法人日本ピアノ調律師協会の会員になることでIAPBTの会員となり、活動に参加できる。

### 主な加盟団体
- Australasian Piano Tuners and Techinicians Association (APTTA)： オーストラリアピアノ調律師・技術者協会(約250人)
- China Musical Instrument Association & Piano Tuner Association(CPTA)：中国楽器協会・ピアノ調律師協会(約1,000人)
- Europiano：ユーロピアノ(イギリス、ドイツ、フランス、イタリア、スイス、ノルウェー、スウェーデン、デンマーク、スペイン、フィンランド、ロシア、オランダ)
- Japan Piano Technicians Association(JPTA)：日本ピアノ調律師協会(約2,000人)
- Korea Association of Piano Tuners (KAPT)：韓国ピアノ調律師協会(約600人)
- Piano Technicians Guild (PTG)：ピアノ技術者団体(アメリカ)（約4,000人)
- South African Association for Professional Piano Tuners (SAAPPT)：南アフリカピアノ調律師団体(約270人)
- Taiwan Piano Technicians Association (TPTA)：台湾ピアノ技術者協会(約600人)

## 世界大会
1979年にアメリカで第1回の総会が開かれ、以降2年ごとに開かれる世界大会ではIAPBT総会のほか、シンポジウム、ピアノテクニカルセミナー、パネルディスカッション、ピアノ総合展示会・ピアノ関連商品の展示即売会、コンサートなどが催される。日本国内ではこれまで東京・京都・浜松の3都市で4回開催地になり、近年では2019年5月25日、26日に静岡県のアクトシティ浜松で世界大会が開かれている。
- 第2回　1981年　トゥーン　スイス
- 第3回　1983年　東京　日本
- 第4回　1985年　カンザスシティ　アメリカ
- 第5回　1987年　トロント　カナダ
- 第6回　1989年　京都　日本
- 第7回　1991年　ソウル　韓国
- 第8回　1993年　コルチェスター　イギリス
- 第9回　1995年　アルバカーキ　アメリカ
- 第10回　1997年　エメッテン（英語版）　スイス
- 第11回　1999年　浜松　日本
- 第12回　2001年　ブリストル　イギリス
- 第13回　2003年　デッサウ　ドイツ
- 第14回　2005年　カンザスシティ　アメリカ
- 第15回　2007年　テグ　韓国
- 第16回　2009年　ブリスベン　オーストラリア
- 第17回　2011年　台北　台湾
- 第18回　2013年　杭州市　中国
- 第19回　2015年　モスクワ　ロシア
- 第20回　2017年　セントルイス　アメリカ
- 第21回　2019年　浜松　日本
- 第22回　2022年　ワルシャワ　ポーランド